# San Nicandro Garganico
San Nicandro Garganico is een gemeente in de Italiaanse provincie Foggia (regio Apulië) en telt 15.423 inwoners (31-08-2017). De oppervlakte bedraagt 172,6 km², de bevolkingsdichtheid is 98 inwoners per km².
De volgende frazioni maken deel uit van de gemeente: Torre Mileto.

## Demografie
San Nicandro Garganico telt ongeveer 6050 huishoudens. Het aantal inwoners daalde in de periode 1991-2001 met 7,4% volgens cijfers uit de tienjaarlijkse volkstellingen van ISTAT.
| Jaar | Inwoneraantal |
| ---- | ------------- |
| 1991 | 19.525        |
| 2001 | 18.074        |

## Geografie
San Nicandro Garganico grenst aan de volgende gemeenten: Apricena, Cagnano Varano, Lesina, Poggio Imperiale, San Marco in Lamis.

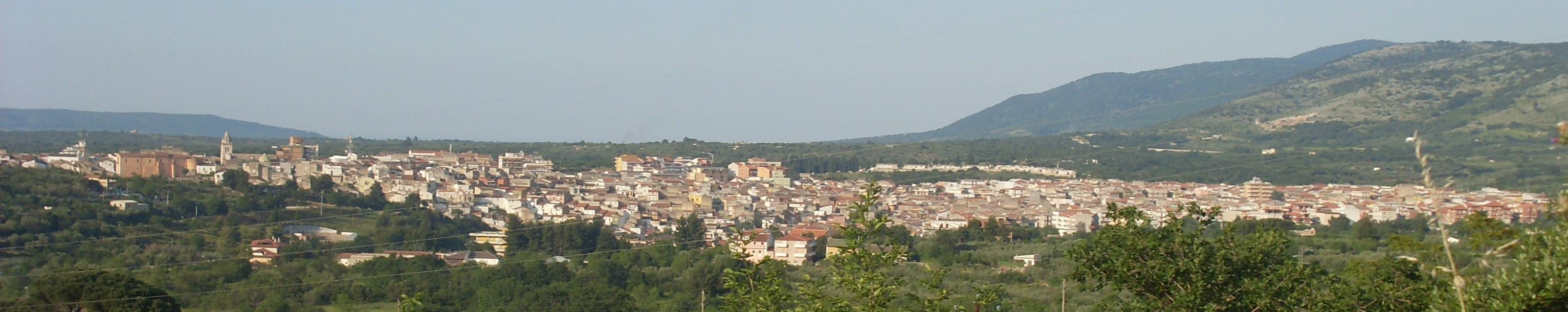
Palazzo Fioritto en de kerk van Santa Maria del Borgo

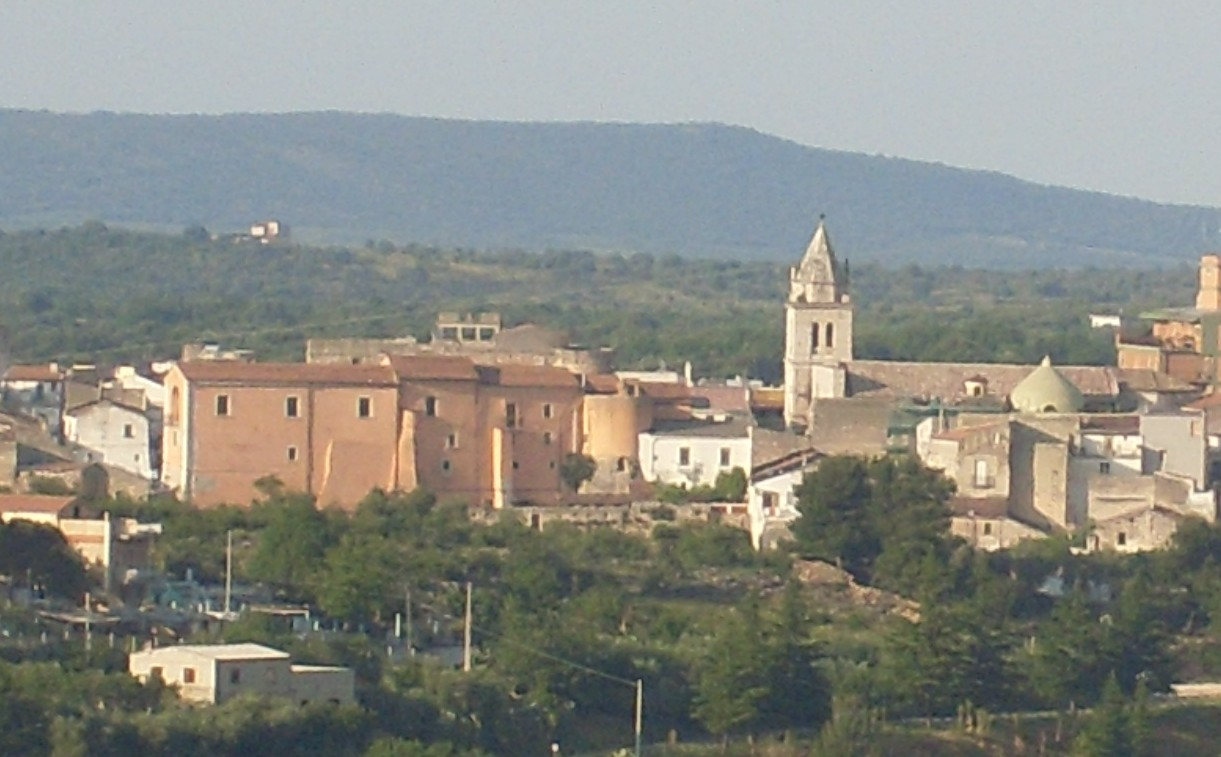
San Nicandro Garganico
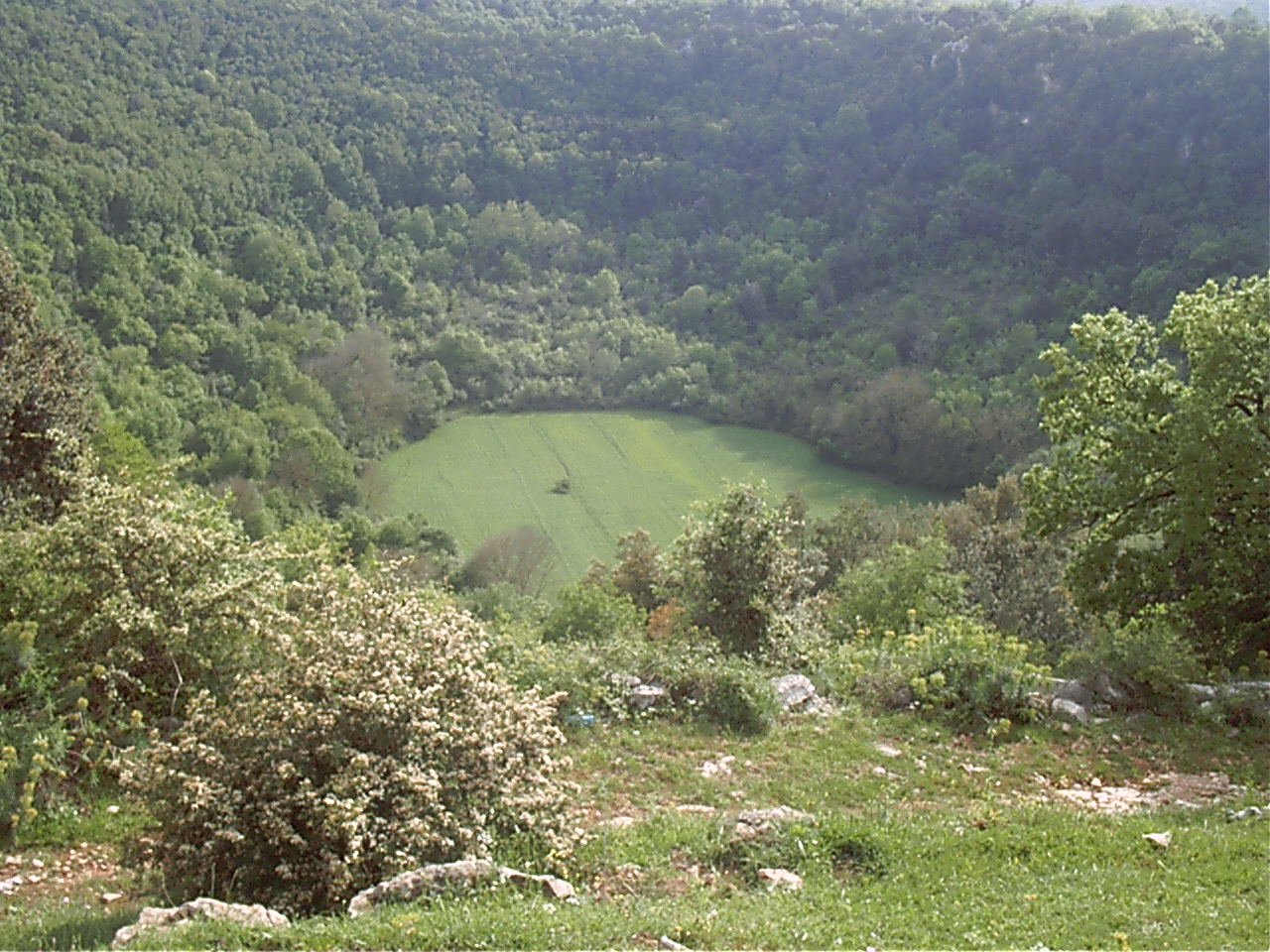